# Sascha Burchert
Sascha Burchert (Berlino, 30 ottobre 1989) è un ex calciatore tedesco, di ruolo portiere.

## Carriera

### Club
Con l'Hertha Berlino ha giocato in Bundesliga e in Europa League. Il 22 luglio 2015 è passato in prestito ai norvegesi del Vålerenga. Il 20 giugno 2016, il Greuther Fürth ha comunicato sul proprio sito internet d'aver ingaggiato Burchert, che si è legato al nuovo club con un contratto dalla durata biennale.
L'8 agosto 2022 è stato reso noto il suo passaggio al St. Pauli.

### Nazionale
Ha giocato nella nazionale tedesca Under-20.

## Palmarès

### Club

#### Competizioni nazionali
- Campionato tedesco di seconda divisione: 2

Hertha Berlino: 2012-2013
St. Pauli: 2023-2024